# Standschützen

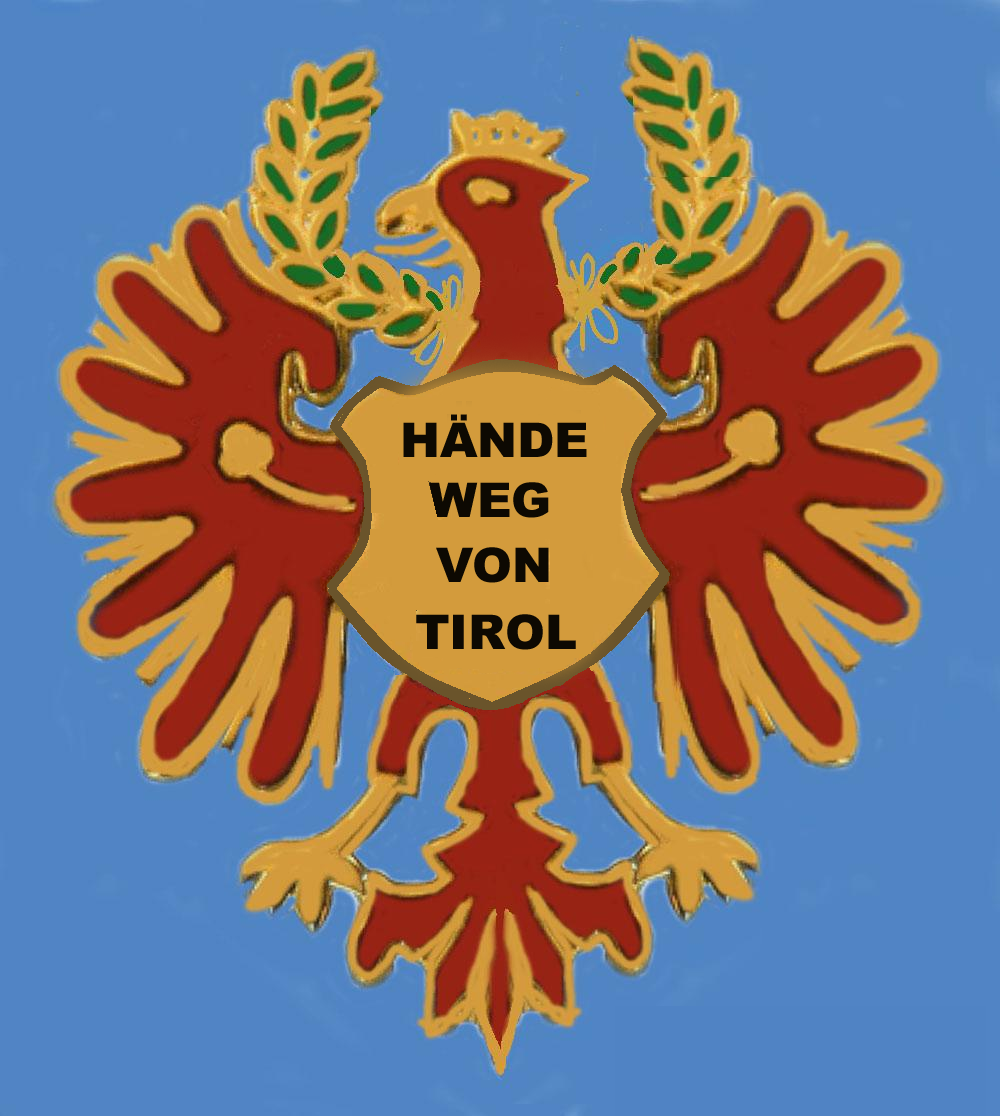
Símbolo dos Standschützen.

Standschützen (singular: Standschütze) eram originalmente guildas e empresas de rifle que tinham sido formadas nos séculos XV e XVI e estavam envolvidas em operações militares dentro das fronteiras do condado austríaco do Tirol. Um Standschütze era membro de um Schützenstand ("clube de tiro"), no qual estava matriculado e que o comprometia automaticamente com a proteção voluntária e militar do estado do Tirol (e Vorarlberg). Na verdade, eles eram um tipo de milícia tirolesa ou guarda doméstica local.
Embora o exército regular já estivesse estacionado no Tirol e no Vorarlberg, os Standschützen voluntários eram frequentemente chamados, por exemplo, na Guerra da Primeira Coligação de 1796-1797, as Revoluções de 1848 no Império Austríaco, a Guerra Austro-Sardenha de 1859 e a Guerra Austro-Prussiana de 1866. No entanto, os destaques de seu envolvimento militar foram sem dúvida sua luta pela liberdade sob Andreas Hofer contra os ocupantes bávaros e franceses, culminando nas Batalha de Bergisel e sua mobilização durante a Primeira Guerra Mundial.
As origens dos Standschützen são encontradas no Landlibell, escritura emitida pelo imperador Maximiliano I que data de 1511, e de um decreto da arquiduquesa Cláudia de Médici de 1632, em que cada distrito judicial tirolês passa a ter a obrigação de fornecer voluntários, capazes de agir como guerreiros, em número a ser determinado em cada caso, dependendo da ameaça, a fim de formar um Landwehr para a defesa do estado.